# De Veronica Ochtendshow: Ook Goeiemorgen
De Veronica Ochtendshow: Ook Goeiemorgen was een radioprogramma op de Nederlandse radiozender Radio Veronica, destijds van Talpa Network. Het programma werd van maandag tot en met vrijdag tussen 06:00 en 09:00 uur uitgezonden. 
Het ochtendprogramma van Radio Veronica werd aanvankelijk gepresenteerd door Giel Beelen. Nadat deze vertrok bij de zender werd de Veronica Inside Ochtendshow het ochtendprogramma van de zender. Toen presentator Wilfred Genee moest stoppen met zijn radio-activiteiten werd De Veronica Ochtendshow: Ook Goeiemorgen geïntroduceerd als nieuwe ochtendshow.
Tim Klijn werd de nieuwe presentator en hij werd bijgestaan door sidekicks Niels van Baarlen en Rick Romijn, die eerder met Genee Veronica Inside maakten en met Edwin Evers Evers Staat Op. Florentien van der Meulen was de nieuwslezer van het programma.
In aanloop naar de frequentieveiling in juli 2023 werd Radio Veronica-eigenaar Talpa Network gedwongen de zender te verkopen. De van oorsprong Vlaamse uitgeverij Mediahuis nam de zender per 1 juli 2023 over, maar de ochtendshow van Klijn, Van Baarlen, Romijn en Van der Meulen werd niet mee verkocht. Het viertal begon reeds voor de officiële overname een nieuw ochtendprogramma op Radio 538, De 538 Ochtend. Hier vervingen zij per 5 juni 2023 presentator Wietze de Jager, sidekick Klaas van der Eerden en nieuwslezer Mart Grol.